# Wassergraben (Obermoosbach)
Der Wassergraben ist ein Nebenfluss der Mur und gehört damit zum Flusssystem der Donau. Seine Quelle befindet sich in Rattenberg, er mündet in Flatschach in den Obermoosbach – einem Nebenfluss des Rattenbergerbachs, der sich wiederum mit dem Flatschacherbach zum Linderbach vereinigt.